# PNI
PNI este o marcă românească înregistrată la nivel internațional, deținută de compania ONLINESHOP S.R.L. care produce, importă și distribuie stații CB, sisteme de securitate CCTV și smart home, accesorii și periferice IT, electronice auto și pentru uz casnic.
Sediul central al companiei este situat în Piatra Neamț, unde dispune de o zonă de showroom pentru expunerea ultimelor produse. Produsele PNI sunt disponibile atât offline, prin marii retaileri și rețeaua de distribuitori, cât și online prin site-urile de profil românești (eMAG sau internaționale).
Cifra de afaceri:
- 2024: 10,1 milioane euro - în creștere cu 2,4% față de 2023 [3]
- 2023: 9,8 milioane euro
- 2022: 11,2 milioane euro [3]

## Alte informații
Numere de înregistrare marcă:
- EUIPO – 017138579
- UKIPO – UK00917138579
- CNIPA (China) – 51430278